# Incendiul din clubul Colectiv

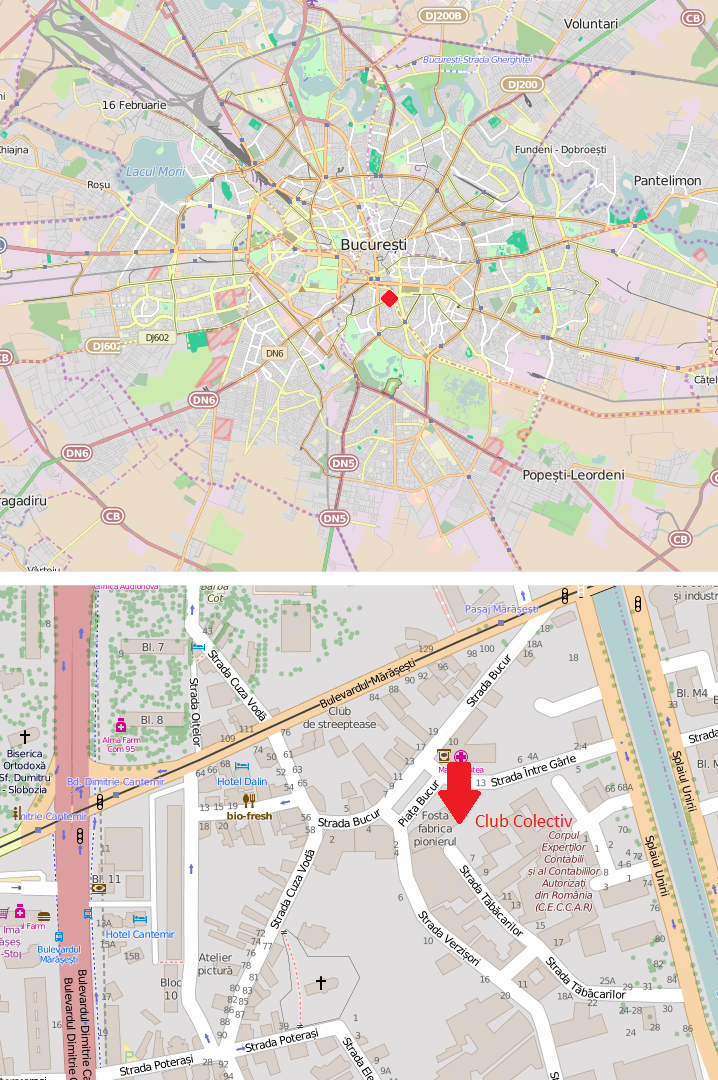
Clubul Colectiv pe harta Bucureștiului

Incendiul din clubul Colectiv a avut loc în noaptea de vineri 30 octombrie 2015, în incinta unui club situat în sectorul 4 din București într-o fostă hală a fabricii Pionierul. Incendiul s-a declanșat în timpul unui concert gratuit al trupei Goodbye to Gravity, cu ocazia lansării unui nou album, numit „Mantras of War”.
Conform datelor existente (cercetările se află în curs), focul a fost provocat de către artificiile folosite în timpul concertului, artificii care au dus la aprinderea buretelui poliuretanic (ușor inflamabil) folosit pentru antifonare de pe un stâlp al clădirii. Flăcările s-au extins foarte repede în tot clubul provocând leziuni – în unele situații cauzatoare de moarte, prin combustie, asfixie, intoxicații cu monoxid de carbon și alte gaze, unui număr semnificativ dintre participanții la concert. Amploarea evenimentului a determinat Ministerul de Interne să instituie Planul roșu de intervenție, iar Guvernul României a decretat trei zile de doliu național. Ca urmare a protestelor masive care au urmat incendiului, au demisionat pe 4 noiembrie 2015 Victor Ponta, împreună cu guvernul său, și primarul Sectorului 4, Cristian Popescu Piedone.
În urma incendiului din 30 octombrie, la clubul Colectiv au decedat un număr de 64 de persoane. În afară de cele 26 de persoane decedate în incinta clubului și de una care a murit în drum spre spital, în faza inițială au fost identificate alte 186 de persoane rănite, din care 146 au fost spitalizate. În săptămânile de după incendiu au decedat alte 33 de persoane.
A fost cel mai grav incendiu din România dintr-un club de noapte și cel mai grav accident din țară de după anul 1989, depășind după numărul de decese accidentul aviatic de la Balotești din 1995 în care au murit 60 de persoane.
În data de 12 mai 2022, a avut loc decizia finală în procesul Colectiv. 
În 2020, Agerpres evalua evenimentul drept cea mai gravă tragedie din istoria României de după Revoluția din 1989.

## Context

### Clubul Colectiv din București

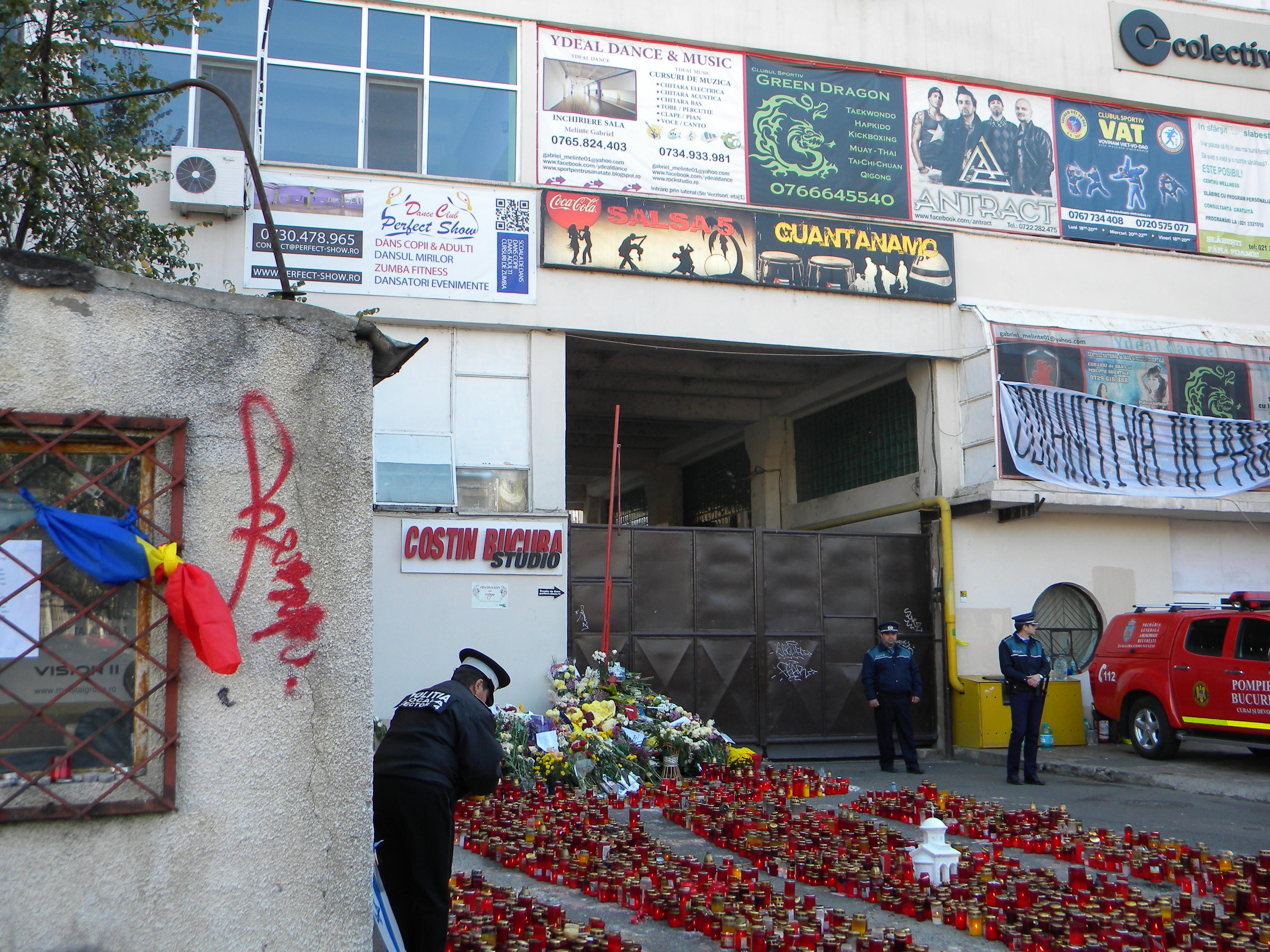
Intrarea în Clubul Colectiv.

Clubul Colectiv unde a avut loc incendiul este situat pe strada Tăbăcarilor nr. 7 din Sectorul 4 al Capitalei și funcționează din luna mai 2013 într-o hală veche din fosta clădire cu patru etaje a fabricii "Pionierul". Acționarul principal al Colectiv Club SRL, firma care deține clubul este Alin George Anăstăsescu,  acesta mai având alți doi asociați: Costin Mincu și Paul Cătălin Gancea.
Conform lui George Artur Găman, directorului general al Institutului Național de Cercetare-Dezvoltare pentru Securitate Minieră și Protecție Antiexplozivă (INSEMEX), autoritatea supremă în materii de medii explozive, clubul era construit din beton armat, fără ferestre,  și învelit pe dinăuntru cu burete pentru antifonare, un material extrem de inflamabil, avea o singură ieșire, o ușă mică de 80 de centimetri. Pe tavan se aflau și grilaje din lemn de brad uscat, un material inflamabil. Clubul avea trei extinctoare mici, dar doar unul a fost folosit în încercarea de a stinge incendiul în stadiu incipient, însă nu era dotat cu sprinklere (stropitori de incendiu), care se declanșează automat în caz de incendiu. Reprezentantul firmei care s-a ocupat de antifonarea clubului Colectiv a declarat că patronii clubului au refuzat să cumpere material ignifug, întrucât era prea scump. Mai mult, cu o lună și jumătate înainte de eveniment, reprezentanții clubului ar fi spălat buretele de pe tavan, cel mai probabil cu substanțe inflamabile.
Clubul Colectiv își desfășura activitatea în baza declarației pe propria răspundere din 6 noiembrie 2014, depusă la Primăria Sectorului 4 din București, unde era menționat că clubul are o suprafață de 425 de metri pătrați și 80 de locuri pe scaun pentru consumatori. Ulterior S.C. Colectiv Club SRL a solicitat eliberarea acordului și autorizației de funcționare, iar Primarul Sectorului 4 Cristian Popescu Piedone a emis pe 14 ianuarie 2015 Acordul de funcționare nr. 3909/14.01.2015, respectiv Autorizația de funcționare nr. 369/14.01.2015 necesare desfășurării activității de către SC Colective Club SRL, aceste 2 acte fiind întocmite de Luminița Larisa Ganea de la Serviciului autorizări comerciale de la Primăria Sectorului 4, și avizate de Aurelia Iofciu, șefa acestui serviciu. La concertul de vineri seara, au fost prezente circa 350 de persoane, conform estimărilor participanților. Și la alte manifestări din clubul respectiv participaseră sute de persoane, cu mult peste numărul dat de 80 de locuri.
Secretarul de stat Raed Arafat a confirmat că Clubul Colectiv funcționa fără să aibă avizul pompierilor pentru securitatea la incendii și nici pentru spectacolul pirotehnic. Cu toate acestea, 2 ofițeri ISU București,  George Petrică Matei și Antonia Radu, au fost de 3 ori la sediul Clubului Colectiv, fără a lua nicio măsură pentru siguranța clienților.

### Trupa Goodbye to Gravity
Trupa de metalcore Goodbye to Gravity a fost fondată în 2011 și îi avea în componență pe Andrei Găluț (voce), Mihai Alexandru (chitară), Bogdan Lavinius Enache (tobe), Vlad Țelea (chitară) și Alex Pascu (bas).
În data de 29 octombrie 2015, trupa Goodbye to Gravity a anunțat, pe Facebook, că își lansează albumul „Mantras of War” în Clubul Colectiv și că intrarea va fi liberă, iar accesul publicului în club se va face începând cu ora 20:30. Cu această ocazie, „astronauții” au pregătit un show memorabil, cu invitați speciali și multe alte surprize.
În timpul incendiului din seara zilei de 30 octombrie și-au pierdut viața chitariștii Mihai Alexandru și Vlad Țelea. Bogdan Enache, toboșarul trupei a murit pe 8 noiembrie 2015, la scurt timp după ce avionul cu care era transferat de la Spitalul de Arși către o clinică din Zurich din Elveția s-a întors pe aeroportul din Otopeni, deoarece acesta intrase în stop cardiorespirator.
Basistul Alex Pascu, cu arsuri pe 70% din corp, a fost spitalizat în stare gravă la Spitalul Floreasca, unde a fost intubat și a suferit două intervenții chirurgicale. Pe 11 noiembrie a fost transferat de la Spitalul Floreasca la o unitate sanitară din Franța, însă a murit la aeroport, la Paris, unde aeronava a aterizat înainte de ora 19.30.
Solistul Andrei Găluț a suferit arsuri pe 45% din suprafața corpului (pe mâini, față și umăr), arsuri ale căilor respiratorii și o puternică intoxicație cu fum; a fost inițial internat în stare gravă la Spitalul Elias din Capitală unde a fost traheostomizat și ventilat mecanic. Sâmbătă, 7 noiembrie 2015, a fost transferat în Olanda, unde a fost internat la secția de terapie intensivă Rode Kruis Ziekenhuis - Beverwijk Ward (Spitalul Crucii Roșii din Beverwijk).

## Incendiul
Vineri seara pe 30 octombrie 2015 s-au adunat circa 400 de fani rock la Clubul Colectiv, unde formația de metal rock Goodbye to Gravity își lansa cel de-al doilea album, „Mantras of war”. Organizatorii anunțau un spectacol inedit, un show de lumini, efecte pirotehnice, decoruri special create și alte surprize. Printre cei care veniseră la concert se aflau numeroși artiști, fotografi, jurnaliști, arhitecți, studenți, dar și cetățeni străini și câțiva minori.
La ora 21:00 a început concertul. Timp de o oră și jumătate, formația Goodbye to Gravity a interpretat cele 9 piese de pe noul album și altele mai vechi.
La ora 22:30 altă piesă din concert se lansează cu efectele pirotehnice. Artificiile din clubul Colectiv au fost instalate de 2 pirotehniști autorizați angajați ai firmei Golden Ideas Fireworks Artists SRL, Viorel Zaharia și Marian Moise. Show-ul pirotehnic era asigurat de Marian Moise care se afla în club. Artificiile se pare că nu au fost puse la distanța corespunzătoare față de stâlpul capitonat cu burete. Erau numai 3 metri între scenă și stâlp, iar jerba de scântei, aruncată cu forță de la 2 artificii, ajunge la unul dintre stâlpii schelei tehnice, care deservea scena, și el ia foc.  Scânteile rezultate de la acest stâlp sunt orientate direct către alt stâlp de susținere al imobilului, aflat pe partea stângă a scenei în imediata apropiere a ei. Stâlpii erau acoperiți cu un strat de burete (ușor inflamabil) pentru izolare fonică. Andrei Găluț încercă să facă o glumă: „asta nu era prevăzut în program” și cere, pe un ton foarte calm, un extinctor pentru a stinge focul. Un bodyguard al clubului încercă să stingă focul cu un extinctor. Un grup de 50-70 de oameni au părăsit preventiv clubul. La început nimeni nu s-a panicat.
La ora 22:32 este înregistrat primul apel la 112. Focul se extinde rapid de la stâlpul de susținere la tavanul acoperit cu fâșii de lemn de brad și cu burete neignifug. Fâșiile de lemn incandescente și picături din burete topit se transformă intr-o ploaie mortală. Flacăra devine violentă și arde antifonajul poliuretanic de pe pereți, scena, decorul. Schela cu echipament pirotehnic se prăbușește în flăcări și prinde sub ea tinerii aflați lângă scenă. Încăperea se umple cu fum dens înecăcios. Distracția devine un coșmar, apar urlete și panică. Clubul se transformă într-o capcană mortală. Mulțimea se calcă în picioare, îndreptându-se spre singura ieșire disponibilă, o ușă mică de 80 de centimetri lățime. O alta ieșire, blocată, cedează sub presiunea mulțimii speriate. Apar primele victime arse, sufocate sau intoxicate cu gaze emanate (monoxid de carbon, cianuri). Bucureștenii care locuiesc în zona Pieței Bucur sunt primii care intervin pentru salvarea victimelor și cară apă din case. O parte din participanți, scăpați fără arsuri, se stropesc cu apă și încercă să intre înapoi în club pentru a-și salva prietenii.
La ora 22:40 o mulțime agitată de oameni dezorientați și cu fețe îngrozite, mulți cu arsuri, ies din Clubul Colectiv, țipând după ajutor. Alți tineri mai puțin afectați, aleargă după taxiuri sau mașini. La 22:42 primele două ambulanțe și mașini de pompieri ajung la clubul Colectiv. Incendiul este stins repede, însă pompierii găsesc înăuntru mai multe trupuri carbonizate. Personalul medical din ambulanțe și cel de garda de la Maternitatea Bucur, aflată la câțiva metri de clubul Colectiv, acordă primul ajutor persoanelor grav afectate și celor aflați în stop cardiorespirator, victimele fiind resuscitate în stradă. Cei arși, mulți fără haine, unora le curgea pielea și carnea, blochează ambulanțele, implorând să intre mai mulți într-o ambulanță. Câțiva tineri cu arsuri foarte grave decedează pe caldarâm, în ciuda eforturilor echipajelor de resuscitare. În următoarele minute, ajung la locul incendiului peste 20 de ambulanțe. Victimele incendiului sunt transportate într-o primă fază la Spitalul Universitar.
La 23:15 apar primele știri pe televiziuni despre incidentul de la clubul Colectiv; se vorbește inițial despre o explozie cu mai mulți răniți și morți, ulterior apar informații mai precise: este vorba despre un incendiu violent. Sosesc părinții, rudele și prietenii la locul incendiului care vor sa afle informații despre victime. La 23:30 poliția izolează un perimetru de câteva străzi în jurul clădirii clubului. Străzile sunt pline de mașini de intervenție, pompieri și ambulanțe.
La 23:55 Raed Arafat face o scurtă declarație de presă: un incendiu cu mai mulți răniți și 18 morți. La 00:08 ministrul de interne Gabriel Oprea anunță că numărul de decese a ajuns la 25. Este pus la dispoziția rudelor persoanelor aflate în club un număr de telefon pentru a primi informații. La 00:50 apar la fața locului 4 dube ale Institutului de Medicină Legală pentru a prelua cadavrele întinse pe paleții de lemn  din fața clubului. La 1:00 ultimii răniți sunt transportați de ambulanțe sau de mașinile prietenelor către spitale Floreasca, Universitar și Spitalul de Arși. În total, peste 500 de efective ale Ministerului Afacerilor Interne și ale Ministerului Sănătății — echipaje medicale, pompieri, jandarmi și polițiști — au intervenit pentru salvarea răniților și stingerea incendiului. Echipajele de intervenție au acționat cu 75 de autospeciale ale ISU București-Ilfov, dintre care 2 spitale mobile, 57 de autospeciale SMURD și ambulanțe, 11 echipaje cu apă și spumă, 3 echipaje de descarcerare, 3 echipaje pentru transport victime multiple, 2 echipaje cu autoscări, la care s-au adăugat mașini ale Poliției și Jandarmeriei care au asigurat fluidizarea traficului pentru deplasarea ambulanțelor. Martorii incendiului povestesc ce au văzut când participanții de la concert a năvălit afară: "film de groază", "oameni care umblau ca în filmele cu zombi", "oameni arși, fără păr pe cap".
La 2:00 ministrul de interne Gabriel Oprea comunică un nou raport despre incendiu: 27 de morți și 140 de răniți. La 3:00 zona incidentului se eliberează de curioși, rămân câțiva polițiști care păzesc intrarea în club, ca să nu fie distruse probele care vor face obiectul anchetei.

## Victimele
| Naționalitatea | Numărul răniților | Numărul deceselor |
| -------------- | ----------------- | ----------------- |
| România        | 159               | 63                |
| Spania         | 2                 |                   |
| Turcia         | -                 | 1                 |
| Italia         | -                 | 1                 |
| Germania       | 1                 |                   |
| Țările de Jos  | 1                 |                   |
| Total          | 163               | 65                |

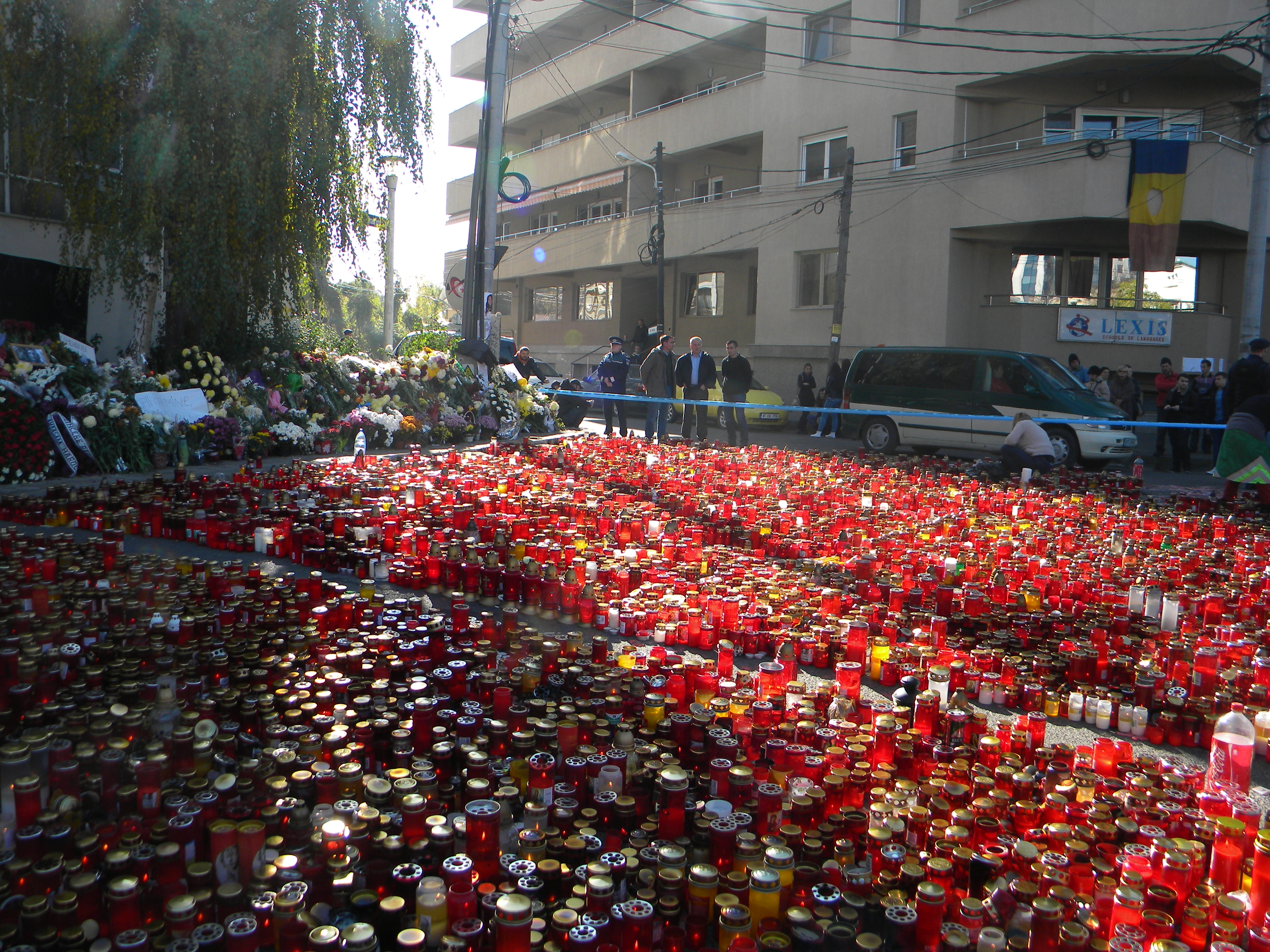
Coroane de flori și lumânări depuse în apropierea clubului Colectiv

Potrivit lui Raed Arafat, secretar de stat în MAI, cel puțin 30 de oameni au decedat și este posibil să se dubleze numărul deceselor din rândul celor răniți în incendiul din Clubul Colectiv, 90 de pacienți aflându-se în stare gravă sau critică. Victimele au arsuri grave la nivelul pielii, dar mai ales la nivelul traheei și plămânului, și există riscul că ele vor sucomba. Mulți au fost afectați nu numai de arsuri, ci și de intoxicația cu fum, monoxid de carbon sau alte gaze toxice emanate (mai ales cianuri) rezultate din arderea materialelor (bureți, mobilă etc) din club. De asemenea, multe persoane au fost rănite din cauză că au căzut și au fost călcate de alții.
Printre cele 64 de persoane decedate se numără cei doi chitariștii ai formației Goodbye to Gravity, Vlad Țelea și Mihai Alexandru, dar si Alex Pascu (bas) si Bogdan Lavinius (tobe).
Alte 184 de persoane, cea mai mare parte fiind tineri, au fost rănite, dintre care 146 au avut nevoie de spitalizare imediată. Printre  răniți se află 4 persoane străine: 2 spanioli, un german și 1 olandez. Singurul supravietuitor al trupei Goodbye to Gravity a fost Andrei Galut, acesta fiind grav ranit. Adrian Despot, liderul trupei Vița de Vie, a fost de asemenea rănit în incendiu.
În dimineața zilei de sâmbătă, la Institutul Național de Medicină Legală (INML) 17 persoane din cei 27 de decedați nu erau identificate, deoarece cele mai multe nu aveau acte de identitate asupra lor. Duminică toate persoanele decedate au fost identificate la INML. Parchetului Înaltei Curți de Casație și Justiție (PICCJ) a precizat duminică că un număr de 29 de persoane internate în spitale din capitală nu erau încă identificate, în timp ce identitatea altor 38 de răniți era stabilită.
Răniții au fost internați la mai multe spitale din București, cei mai mulți la Spitalul Floreasca (50), Spitalul de Arși (27), Spitalul Bagdasar (24), Spitalul Universitar (25). Alți răniți au ajuns la Spitalul Militar, la Elias, Colțea, Pantelimon, Sf. Ioan, dar și la Spitalul Județean Ilfov. Raed Arafat a precizat că din cauza numărului mare de victime la unele spitale nu mai existau paturi, iar răniții au fost redirecționați la alte unități spitalicești. De asemenea, la spitalele unde au fost internate victimele incendiului au fost aduse aparate de ventilație care nu erau folosite în alte unități. Ministrul Sănătății, Nicolae Bănicioiu, și managerul Spitalului Militar Central, Florentina Ionița-Radu, au solicitat presei să transmită cetățenilor să doneze sânge etapizat și să nu aglomereze centrele de transfuzii, precizând că necesarul de plasmă și sânge pentru victimele incendiului de la Club Colectiv este asigurat în momentul de față și că efortul trebuie conservat pentru zilele următoare, iar de donare de piele nu e nevoie deocamdată.
Potrivit Ministerului Sănătății, pe 10 noiembrie 2015, erau internați în spitalele din țară 76 de răniți, din care 24 se aflau în stare critică și gravă, iar în clinicile din străinătate erau internați 29 de răniți. La clinicile din străinătate au fost trimiși în total 35 de pacienți, dintre care 6 au decedat. Astfel în Austria se aflau internați 2 persoane în stare stabilă, în Belgia– 8 persoane în stare stabilă, în Olanda– 8 persoane, din care 2 au decedat, iar 6 erau în stare stabilă, în Germania - 2 persoane care au plecat pe cont propriu, în Marea Britanie – 9 persoane, din care 2 au decedat, în Norvegia – 1 persoană stabilă, în Israel – 3 persoane, din care o persoană a decedat, o persoană în stare stabilă și 1 persoană în stare instabilă, în Elveția - 1 pacient.
Claudiu Petre și Adrian Rugină au fost decorați post-mortem în grad de Cavaler de Președintele României, Klaus Iohannis, „în semn de apreciere pentru curajul, altruismul și dăruirea de care au dat dovadă în timpul tragicului eveniment de la Clubul Colectiv, încercând salvarea mai multor vieți cu prețul sacrificiului suprem”.
Mii de bucureșteni au donat sânge pentru victime. Medicii și asistentele din spitalele la care au ajuns răniții au rămas 3 zile și 3 nopți în spital, venind la serviciu inclusiv medici pensionați sau aflați în concediu maternal. Milioane de români s-au solidarizat pe paginile de socializare cu victimele incendiului și familiile lor, iar mii de oameni au aprins o lumânare sau au depus flori la fața locului. Acțiuni de comemorare au avut loc și la Chișinău, în fața Ambasadei României în Republica Moldova. În săptămâna de după incendiu, doritorii să doneze sânge au făcut cozi la centrele de transfuzie din Chișinău, Bălți și Cahul, iar Ministerul Sănătății a dispus transportarea a 700 litri de sânge spre spitalele din București.

### Lista victimelor
Lista persoanelor decedate în urma incendiului:
| 30-31 octombrie 2015 |                              |           | |
| Nr.                  | Nume și prenume              | Vârstă    | Informații |
| 1                    | Mihai Alexandru              | 34 de ani | Arhitect, chitarist al trupei Goodbye to Gravity. |
| 2                    | Vlad Țelea                   | 37 de ani | Arhitect, chitarist al trupei Goodbye to Gravity. |
| 3                    | Cătălina Ioniță              | 34 de ani | Arhitectă, cofondatoare a Festivalului de Film UrbanEye din București, prietena lui Mihai Alexandru. |
| 4                    | Laurențiu Vârlan             | 30 de ani | Chitarist în trupa Up to Eleven. |
| 5                    | Adrian Rugină                | 38 de ani | Producător muzical și toboșar la trupa Bucovina, a murit salvând alte vieți, decorat post-mortem cu Ordinul Național „Pentru Merit” în grad de Cavaler de Președintele României. |
| 6                    | Marius Ștefan Rușitoru       | 27 de ani | Editor de imagine la TVR. |
| 7                    | Monica Tănăsoiu              | 35 de ani | Manager la o agenție de publicitate din București. |
| 8                    | Claudiu Petre                | 36 de ani | Administrator de sistem la Apa Nova și fotograf, a murit după ce a salvat două persoane, decorat post-mortem cu Ordinul Național „Pentru Merit” în grad de Cavaler de Președintele României. |
| 9                    | Maria Ion                    | 38 de ani | O femeie văduvă, care a lăsat în urmă 5 copii; era femeie de serviciu în clubul Colectiv. |
| 10                   | Ștefan Hamed-Andrei          | 15 ani    | Elev olimpic al Colegiului Național de Informatică Tudor Vianu din Capitală, a murit după ce a fost intoxicat în incendiul din Clubul Colectiv. |
| 11                   | Alexandru Cătălin Simion     | 40 de ani | Un mare pasionat de rock (formații favorite: Arch Enemy și Bucovina). Un suflet liber. Un chitarist excepțional, a făcut parte din formațiile: Erase, Phobia, Hatemode, Deliquents. |
| 12                   | Anda Ioana Epure             | 31 de ani | Din Galați, logodnica lui Matei Gabriel, ultima identificată la INML, părinți și sora locuind în Norvegia. |
| 13                   | Petre Andrei Bucă            | 29 de ani | Arhitect din Brăila. |
| 14                   | Mihaela Vieru                | 31 de ani | Din Onești, ingineră medicală la o firmă de aparatură medicală din București, prietena toboșarului Constantin Ignat, decedat și el în incendiu. |
| 15                   | Maria Vulcu                  | 30 de ani | Arhitectă din Deva, a absolvit Liceul de Arte Sigismund Toduta, din Deva, și lucra în Capitală. |
| 16                   | Valentina Florea (Tina)      | 27 de ani | Din Galați, absolventă a Facultății de Comunicare și Relații Publice din București, lucra la o firmă de publicitate și marketing din Capitală. |
| 17                   | Carmen Irina (Karina) Oprița | 24 de ani | Din Câmpina, a absolvit Facultatea de Informatică, era în primul an la masterat și lucra ca specialistă IT la Telekom, în București. |
| 18                   | Matei Gabriel                | 42 de ani | Din Prahova, a terminat Universitatea Politehnica din București. |
| 19                   | Radu Palada                  | 35 de ani | Din Câmpina, lucra în domeniul web marketing. |
| 20                   | Nelu Tilie                   | 47 de ani | Fost jurnalist în anii 1990 la Tineretul Liber. |
| 21                   | Diana Enache                 | 25 de ani | Din Câmpulung Muscel, studentă la Cibernetică. |
| 22                   | Nicoleta Baldovin            | 25 de ani | Din comuna Dobrotești, județul Teleorman, absolvise două facultăți: Drept și Istorie și era angajată a Institutului Național al Patrimoniului. |
| 23                   | Ioan Tripa                   | 45 de ani | Din Oradea, arhitect. |
| 24                   | Alexandru-Paul Georgescu     | 23 de ani | Bassist, originar din București, student anul II Master - Tehnici diplomatice, Facultatea de Istorie - Universitatea București; absolvent al Academiei de Studii Economice din București, Facultatea de Administrarea Afacerilor cu predare în limba engleză. |
| 25                   | Constantin Ignat             | 40 de ani | Cercetător la Institutul Național de Cercetare pentru Sport și toboșar al trupei rock Monarchy Band. |
| 26                   | Valentin Fieraru             | 25 de ani | Barman la Clubul Colectiv. |
| 27                   | Simona Livia Stan            | 27 de ani | Din București, angajată la compania Oracle. |
| 1 noiembrie 2015     |                              |           | |
| 28                   | Liliana Gheorghe             | 25 de ani | Studentă la Litere. |
| 29                   | Mimi Voicu                   | 31 de ani | Designer și costumieră a trupei rock Goodbye to Gravity, angajată la compania Oracle. |
| 30                   | Alexandra Matache            | 26 de ani | Din București, angajată a clubului Colectiv, absolventă a facultății de Jurnalism și Științele Comunicării din București. |
| 2 noiembrie 2015     |                              |           | |
| 31                   | Costel Cârlicean             | 44 de ani | Inițial neidentificat, decedat la Spitalul de Arși, un om sărac din București, cunoscut de prieteni ca Stiș, nu avea rude apropiate. |
| 3 noiembrie 2015     |                              |           | |
| 32                   | Andreea Chiriac (Beavy)      | 28 de ani | Angajată la compania Oracle. |
| 7 noiembrie 2015     |                              |           | |
| 33                   | Ionuț Costin Popescu         | 32 de ani | Art Director & Co-fondator The Cell. Din Focșani. |
| 34                   | Daniel Ciobanu               | 40 de ani | Cameraman și chitarist al trupei Prea Târziu. |
| 35                   | Ionuț Maior                  | 27 de ani | Din Onești, locuia în Capitală, basist în trupa de rock Bruma, a absolvit Politehnica, a murit la Spitalul Universitar. |
| 36                   | Tullia Ciotola               | 20 de ani | O tânără italiancă, studentă la Universitatea Orientale din Napoli, se afla la București în cadrul programului universitar Erasmus, a murit într-un spital din Rotterdam, după ce a fost transferată de la Spitalul SRI în Olanda. |
| 37                   | Florin Cristian Popescu      | 35 de ani | Din cartierul Berceni, bodyguardul clubului Colectiv, a murit la Rotterdam, în drum spre spital, după ce a fost transferat de la Spitalul SRI în Olanda. |
| 38                   | Adrian Popa                  | 29 de ani | Angajat al companiei Oracle, a murit la Spitalul Floreasca. |
| 39                   | Alex Chelba                  | 33 de ani | Fotograf |
| 40                   | Andra Elena Toader           | 30 de ani | Din Bacău, fotografă, a murit la Spitalul Floreasca. |
| 41                   | Serian Mavi                  | 25 de ani | De origine tătară, absolventă a facultății de Limbi Străine, angajată la compania Oracle, a murit la Spitalul Bagdasar-Arseni. |
| 8 noiembrie 2015     |                              |           | |
| 42                   | Ayberk Manci                 | 20 de ani | Cetățean turc, student la Facultatea de Studii Economice a Universității din Izmir, se afla în România prin Programul universitar Erasmus, a decedat la Spitalul Floreasca.[142] Ambasadorul Turciei în România, Osman Koray Ertaș, a spus că el și prietena sa au ieșit din clubul Colectiv, au luat un taxi și au mers la spital. În taxi au zis că se simt bine. Dar când au ajuns la spital au început să urle de durere și au fost internați de urgență. |
| 43                   | Alexandra Rădulescu          | 26 de ani | Din Brașov, lucra ca barmaniță la Clubul Colectiv din București, a murit la Spitalul Floreasca. |
| 44                   | Matei Alexandru              | 26 de ani | Din București, a încetat din viață la Spitalul de Arși. |
| 45                   | Bogdan Enache                | 41 de ani | Toboșarul trupei Goodbye to Gravity, starea acestuia s-a agravat în timp ce era transferat de la Spitalul de Arși către o clinică din Zurich, Elveția, așa că la doar o oră după decolare, avionul care îl transporta a făcut cale întoarsă spre aeroportul din Otopeni, pentru că el a intrat în stop cardiorespirator, acesta fiind resuscitat mai mult timp în avion. A murit la scurt timp după ce avionul s-a reîntors în România.                       |
| 9 noiembrie 2015     |                              |           | |
| 46                   | Teodora Maftei               | 36 de ani | Fotografă și jurnalistă Pro Tv, a murit la un spital din Israel. |
| 47                   | Liviu Zaharescu              | 25 de ani | Din Brașov, fotograf pentru publicația online Let's Rock România, absolvent al Facultății de Marketing a Academiei de Studii Economice București, a murit la Spitalul de Arși. |
| 10 noiembrie 2015    |                              |           | |
| 48                   | Tudor Golu                   | 28 de ani | Chitaristul trupei rock Axial Lead; a murit într-un spital din Birmingham. |
| 49                   | Elena Nițu                   | 18 ani    | Din București, elevă în clasa a XII-a D la Colegiul Economic A.D. Xenopol, din Capitală, a decedat într-un spital din Liverpool. |
| 11 noiembrie 2015    |                              |           | |
| 50                   | Vlăduț Roberto Andy          | 19 ani    | A murit în ziua când împlinea 19 ani într-un spital din Chelmsford. |
| 51                   | Alexandru Pascu              | 33 de ani | Basistul trupei Goodbye to Gravity; a murit pe un aeroport din Paris în timp ce era transportat la un spital din Franța. |
| 12 noiembrie 2015    |                              |           | |
| 52                   | Mădălina Strugaru            | 29 de ani | Prietena solistului Andrei Găluț, a decedat la Spitalul Floreasca. |
| 53                   | Alex Aliman                  | 28 de ani | A murit la Spitalul Floreasca. |
| 54                   | Claudiu Bogdan Istrate       | 22 de ani | A murit la Spitalul Bagdasar-Arseni. |
| 13 noiembrie 2015    |                              |           | |
| 55                   | Loredana Dărescu             | 29 de ani | Din Brăila; a decedat la spitalul BG Clinic Ludwigshafen din Germania. |
| 16 noiembrie 2015    |                              |           | |
| 56                   | Ioana Victoria Geambașu      | 18 ani    | Din orașul Mizil, a absolvit Liceul Teoretic Grigore Tocilescu din Mizil și a promovat bacalaureatul cu media 9.51, olimpică la matematică, a decedat la Spitalul Sfântul Ioan. |
| 19 noiembrie 2015    |                              |           | |
| 57                   | Ana Albu                     | 37 de ani | A murit la Spitalul de Arși după ce fusese mutată pe 18 noiembrie de la Spitalul Sfântul Ioan.}}</ref> |
| 20 noiembrie 2015    |                              |           | |
| 58                   | Andreea Ștefan               | 28 de ani | Din Râmnicu Vâlcea, a murit în noaptea de joi spre vineri, într-un spital din Germania. |
| 21 noiembrie 2015    |                              |           | |
| 59                   | Alexandru Mihai Iancu        | 25 de ani | Din București, absolvent al Academiei de Studii Economice (ASE), era pasionat de muzică și cânta la chitară, a murit la Spitalul Sf. Ioan din Capitală. |
| 22 noiembrie 2015    |                              |           | |
| 60                   | Alexandru Hogea              | 19 ani    | Din Sinaia, student al Facultății de Automatică și Calculatoare din cadrul Universității București, a murit la clinica AKH din Viena. |
| 13 decembrie 2015    |                              |           | |
| 61                   | Ioana Raluca Pănculescu      | 36 de ani | Psiholog. A murit într-o clinică din Germania unde a fost transferată de la Spitalul Bagdasar Arseni. |
| 15 decembrie 2015    |                              |           | |
| 62                   | Roxana Boghian               | 26 de ani | A murit la Spitalul de Arși |
| 21 decembrie 2015    |                              |           | |
| 63                   | Cristian Mitroi              | 30 de ani | Artist grafic. A murit într-un spital din Marea Britanie |
| 14 martie 2016       |                              |           | |
| 64                   | Radu Sienerth                | 22 de ani | Student la Facultatea de Marketing a ASE București. A murit la Spitalul Floreasca din București |

## Cauzele leziunilor și deceselor
Incendiile care au loc într-un spațiu închis, ca cel din Clubul Colectiv, pe lângă arsuri cutanate,  produc leziuni respiratorii datorate inhalării de monoxid de carbon (intoxicația cu monoxid de carbon), de fum  (intoxicația cu fum) și de căldură (leziuni termice ale căilor aeriene) și cresc cu mult mortalitatea. Într-un studiu efectuat într-un spitalul de arși din Egipt s-a arătat că mortalitatea a crescut de la 7,2% la pacienții cu arsuri cutanate fără leziuni respiratorii la 41,5% la cei cu leziuni respiratorii. Un alt studiu al 710 pacienți cu arsuri, efectuat într-un centru de arși din Spania, a constatat că rata mortalității în rândul pacienților cu leziuni termice respiratorii a fost de 66%. Mortalitatea a fost de 1,4-18% (maxim 34%) din totalul al 186 500 pacienți cu arsuri severe din Europa; leziunile respiratorii au crescut mortalitatea de 8-10 ori; cauzele deceselor în primele 48 de ore au fost în majoritatea cazurilor șocul combustional (termic) sau leziunile respiratorii; disfuncțiile multiorganice au fost responsabilă de 25-65% din totalul deceselor; mortalitatea pacienților cu arsuri severe sunt strâns legate de infecții, mai ales de cele nosocomiale (intraspitalicești) rezistente la antibiotice, astfel sepsisul este responsabil de 2-14% din decese; complicațiile respiratorii (pneumonia, detresa respiratorie acută a adultului, embolia pulmonară) sunt o cauză majoră a deceselor responsabilă de până la 34% din decese în rândul adulților și chiar până la 45% în rândul persoanelor în vârstă; complicațiile cardiace, renale și cerebrale sunt responsabile de 5% din totalul deceselor. Șeful secției de chirurgie plastică și reparatorie a Spitalului Floreasca, Ioan Lascăr, a declarat că, în cazul asocierii arsurilor cutanate și căilor aeriene, indicele de mortalitate se situează între 30-80%.
- Leziunile termice ale căilor aeriene (arsurile căilor respiratorii) se produc datorită inhalării aerului fierbinte în căile respiratorii superioare. În incendii temperatura aerului, în apropierea tavanului unui spațiu închis, poate ajunge până la 540 °C sau mai mult, dar aerul este un rău conducător de căldură, și cea mai mare parte din căldură este absorbită în căile respiratorii superioare (nazofaringe, faringe, deasupra corzilor vocale),  laringe și trahee, unde se produc și cele mai importante leziuni. Plămânii sunt rareori expuși căldurii. Lezarea termică a căilor respiratorii superioare se produce imediat și se manifestă printr-un edem al mucoasei și al submucoasei, eritem, hemoragie și ulcerație. Edemul duce la obstrucția căilor aeriene superioare, iar pacienții mor prin asfixie intratabilă. Pacienții cu cel mai mare risc de obstrucție a căilor aeriene superioare sunt cei cu arsuri ale feței și ale toracelui superior și cei care și-au pierdut conștienta în timpul incendiului. Prezența unor arsuri severe ale cavității bucale și ale faringelui reprezintă o indicație pentru o intubare cât mai precoce a traheei.[187]
- Inhalarea fumului care conține gaze toxice în căile respiratorii duce la o intoxicație puternică. Într-un incendiu dintr-un club de noapte, din Dublin, în 1981, în care au murit 48 de oameni, în câteva minute temperatura aerului a ajuns la 1160 °C, vizibilitatea s-a redus din cauza fumului dens la mai puțin de 1 m, iar concentrațiile gazelor inhalate (monoxid de carbon, acid cianhidric etc.) au crescut cu mult, cea  a oxigenului s-a redus la mai puțin de 2%. În fumul rezultat din arderea lemnului s-au identificat 280 de produși toxici. Ardere materialelor plastice produc acești compuși toxici și mulți alții care nu au fost încă identificați. Principalii produși finali ai arderii incomplete sunt oxizii de sulf, de azot, aldehide (formaldehida, acetaldehida, acroleina etc) foarte toxici; ca ex. acroleina  determină edem pulmonar sever chiar la concentrații foarte mici. Acidul cianhidric este un produs obișnuit al arderii poliuretanului; el este un inhibitor mai puternic al respirației celulare decât monoxidul de carbon și interferează cu utilizarea normală a oxigenului la nivel tisular,  întrerupând metabolismul aerob și induce acidoza lactică și asfixia celulară mai ales la nivelul sistemului nervos central. Expunerea combinată la acidul cianhidric și monoxidul de carbon determină o scădere sinergică, mortală, a utilizării tisulare de oxigen. Inhalarea de fum provoacă leziuni directe ale epiteliului la toate nivelurile tractului respirator, de la orofaringe la alveole, distrugând cilii epiteliului bronșic și scăzând surfactantul alveolar; apar atelectazii, edem, hemoragii traheobronșice (traheobronșita hemoragică). Edemul căilor respiratorii, combinat cu desprinderea fragmentelor necrozate de epiteliu și scăderea clearance-lui mucociliar, determină o obstrucție a căilor respiratorii mici și mari, urmată de o hipoxemie. În cazurile moderat-severe în care există arsuri extinse asociate, edemul interstițial al căilor respiratorii devine foarte pronunțat, determinând un sindrom de detresă respiratorie acută a adultului (ARDS), cu dificultăți în oxigenare. În cazurile foarte severe, traheobronșita hemoragică și obstrucția căilor aeriene mici duc la o insuficiență ventilatorie severă în cursul primelor 48 de ore, determinată de incapacitatea de a elimina CO2, iar pacienții decedează prin acidoză respiratorie severă. Arsura tegumentelor asociată cu o intoxicația cu fum dublează mortalitatea, indiferent de mărimea arsurii. Simptomele pulmonare sunt prezente, de obicei, de la început, dar pot să apară și cu o întârziere de 12-24 ore.[187]

Persoanele care au suferit sau decedat ca urmare a incendiului din clubul Colectiv au avut arsuri termice ale tegumentelor și căilor respiratorii, dar au fost intoxicați și cu fum, monoxid de carbon, acid cianhidric și alte substanțe rezultate din arderea poliuretanului, poliacrilonitrilului, policlorurei de vinil și cauciucului. O parte din ei au avut traumatisme, fiind prinși sub dărâmături sau calcați în picioare ca urmare a panicii și busculadei create în momentul incendiului.
Conform investigațiilor Institutului Național de Medicină Legală Mina Minovici privind cele 26 de cazuri de deces la față locului în evenimentul de la Clubul Colectiv din dată de vineri 30.10.2015 s-a constatat că intoxicația cu monoxid de carbon, fum și gaze toxice au fost cauza principală a deceselor. Pe lângă arsuri, toate victimele au avut concentrații în sânge în doze toxice de monoxid de carbon și acid cianhidric, 18 dintre victime prezentând concentrații peste valorile letale. Toate victimele de la Clubul Colectiv au fost expuse în grad diferit la concentrații ridicate de funingine, aerosoli și gaze toxice generate în incendiu. Se continuă investigațiile toxicologice pentru detectarea prezenței posibile în corpul decedaților a altor tipuri de substanțe toxice rezultate din arderea poliuretanului (prezent în bureții folosiți în antifonare, etc.) și poliacrilonitrilului (prezent în fibrele folosite la etanșarea racordurilor de țeavă) care generează acid cianhidric, izocianați, oxizi de azot, oxizi de sulf, precum și din arderea policlorurii de vinil (prezentă în plastice de orice fel) care generează hipoclorit, acid clorhidric, acid fluorhidric, și a cauciucului care generează hidrogen sulfit, acroleină, aldehide, benzen, fenoli, dioxid de sulf, etc. Toate substanțele enumerate mai sus provoacă efecte toxice care se manifestă imediat, că urmare a acțiunii directe, dar mai multe dintre aceste substanțe determina și manifestări toxice la distanță în timp față de expunerea inițială ceea ce face că mai multe dintre persoanele internate în spital să prezinte o patologie combinată postcombustionala (arsuri) și toxică.
Specialiștii de la Universitatea Politehnica din București au prezentat pe 3 noiembrie 2015 rezultatele analizelor privind gazele inhalate de victime. În urma arderii buretelui folosit pentru izolarea fonică în clubul Colectiv au rezultat monoxid de carbon, acid cianhidric, acid clorhidric, monoxid de azot, dar și dioxid de azot. Ponderea cea mai mare în amestecul de gaze rezultat a fost deținută de monoxidul de carbon care are afinitate foarte mare față de hemoglobina din eritrocite, împreuna cu care formează un compus foarte stabil – carboxihemoglobina și produce moartea prin asfixiere. Pe lângă monoxidul de carbon s-au identificat acidul cianhidric, un acid extrem de toxic și coroziv față de țesutul mucoasei căilor respiratorii, acidul clorhidric cu aceeași acțiune extrem de agresivă fața de mucoasă, monoxidul de azot și dioxidul de azot, care sunt de asemenea extrem de toxici toxici pentru organism.
Un incendiu similar cu cel din clubul Colectiv a avut loc în clubul Kiss din Santa Maria, Brazilia pe 27 ianuarie 2013, în care au decedat 242 de persoane, iar alte 630 de persoane au fost rănite. Majoritatea deceselor a survenit ca urmare a intoxicației cu monoxid de carbon și cianură și a arsurilor termice ale căilor respiratorii. Focul a izbucnit din cauza unor elemente pirotehnice care au aprins izolația fonică a tavanului.

## Ancheta
O anchetă penală, numită de presă dosarul „Colectiv”, a fost deschisă de procurori în urma incendiului din clubul Colectiv, chiar în a doua zi, pe 31 octombrie 2015. Deocamdată au fost deschise trei fronturi penale și au fost arestate 11 persoane în urma  tragediei care a dus la decesul a 64 de persoane și spitalizarea altor peste 100.
6 ani și jumătate mai târziu, în data de 12 Mai 2022, a avut loc sentința definitivă în dosarul Colectiv.
Judecătorii Curții de Apel București au pronunțat joi decizia finală în cazul dosarului Colectiv, după șase ani de procese. Cristian Popescu Piedone a fost condamnat la 4 ani de închisoare cu executare.
Totodată, prin decizia de joi, instanța îi interzice lui Piedone, ca pedeapsă complementară exercitarea drepturilor de a fi ales în autoritățile publice sau în orice alte funcții publice, de a ocupa o funcție care implică exercițiul autorității de stat și dreptul de a ocupa o funcție de conducere în cadrul unei persoane juridice de drept public pe o perioadă de 5 ani.
Cea mai mare pedeapsă - 11 ani și 8 luni a primit unul dintre patronii clubului, Alin George Anastasescu.
Ceilalți doi patroni au fost condamnați la 8 ani de închisoare – Paul Gancea și șase ani și patru luni – Costin Mincu.
Pirotehniștii Zaharia Viorel și Marian Moise vor avea de executat o pedeapsă cu închisoarea de 6 ani și 10 luni.
Cristian Niță, director al firmei de artificii, a fost condamnat la 2 ani și 6 luni închisoare pentru sustragerea sau distrugerea de probe ori de înscrisuri. Înstanța a dispus  suspendarea executării pedepsei sub supraveghere și a stabilit un termen de supraveghere de 3 ani.
Pompierii ISU Radu Antonina și Matei George Petrică vor avea de executat câte 8 ani și 8 luni închisoare.
Totodată, instanța a decis achitarea pentru Aurelia Iofciu, șefa Serviciului autorizări comerciale din Primărie, Larisa Luminița Ganea, consilier superior și Ramona Sandra Moțoc, referent superior.

## Reacții

### Reacții interne
Președintele României Klaus Iohannis într-un mesaj publicat pe 30 octombrie 2015 pe pagina sa de Facebook a transmis condoleanțe familiilor îndurerate și a declarat că este "cutremurat și profund îndurerat de tragicul eveniment" din Capitală, adăugând că este un moment trist pentru națiune și pentru el personal și că instituțiile responsabile depun toate eforturile pentru ca efectele catastrofei să fie cât mai limitate. Șeful statului a efectuat sâmbătă dimineață, 31 octombrie 2015, o vizită la spitalul Floreasca, unde erau internați circa 50 de răniți în incendiul din clubului Colectiv și s-a întâlnit la Cotroceni cu vicepremierul Gabriel Oprea și Raed Arafat. Apoi a mers la clubul Colectiv, unde a depus un buchet de flori, a aprins o lumânare și a ținut un moment de reculegere. Ulterior, președintele a intrat în club. La ieșirea din club, el a declarat: "Am vrut să văd locul în care s-a petrecut tragedia. Este incredibil. Un spațiu total impropriu. Este de neimaginat că în acel spațiu că au putut să fie atâția oameni la un concert și să se întâmple într-un timp atât de scurt o tragedie datorită, în esență, faptului că au fost ignorate norme simple"
Prim-ministrul Victor Ponta s-a întors de urgență sâmbătă, 31 octombrie 2015, din vizita sa în Mexic și a convocat o ședință extraordinară de guvern, unde a fost discutată situația creată după incendiul devastator, măsurile care vor fi luate și a fost declarat doliu național timp de 3 zile, pe 31 octombrie, 1 și 2 noiembrie. Era a șaptea oara în ultimii 15 ani când se instituie doliu național în România. Ultimul doliu național a fost decretat în 26 iunie 2013, după accidentul autocarului turistic din Muntenegru, soldat cu moartea a 18 români. Premierul României Victor Ponta a transmis la această ședință a guvernului un mesaj de condoleanțe și solidaritate, declarând că s-a intervenit în 11 minute de la primul apel către 112 și că a fost o mobilizare extraordinară a personalului de la SMURD, pompierilor și a medicilor.
Fostul rege al României Mihai I a declarat că este "cu tot sufletul alături de familiile îndurerate de pierderea celor dragi, în recentul incendiu tragic din Capitala. Familia mea și cu mine ne rugăm pentru ei toți, ca și pentru cei îndoliați, care astăzi au ochii în lacrimi".
Patriarhul Bisericii Ortodoxe Romane (BOR), Daniel, a adresat sâmbată, 31 octombrie 2015, un mesaj de compasiune pentru familiile, rudele, prietenii și cunoscuții celor decedați sau aflați în spitale și a făcut apel la solidaritate, îndemnând la unirea rugaciunii cu fapta milostivă pentru cei aflați în suferință. Totodată, Patriarhul Daniel a solicitat că parohiile din București cărora le aparțin tinerii decedați sau cei afectați de arsuri "sa ajute spiritual și material familiile îndoliate și familiile celor aflați în spitale" și a făcut un apel pentru donare de sânge spre salvarea vieții celor din spitale". Biserica Ortodoxă Română a fost criticată că a ignorat victimele și că nu a oficiat nicio o slujbă specială în primele zile după tragedie în memoria celor decedați.
Mai mulți artiști și formații au anulat sau amânat concertele programate în perioada următoare, din respect pentru victimele incendiului. Printre ei se numără cântăreața Delia, formațiile Luna Amară, byron.

#### Manifestații și proteste
În data de 1 noiembrie 2015 în Piața Universității din capitală a fost organizat un marș de comemorare a victimelor incendiului din clubul Colectiv unde au participat 8000 de persoane, ulterior mulțimea s-a îndreptat către local unde se mai aflau alte 2000 de persoane venite să aducă un ultim omagiu celor dispăruți.
Ca urmare a declarației primarului sectorului 4 Cristian Popescu Piedone că nu are ce să-și reproșeze și că din punctul lui de vedere clubul Colectiv funcționa legal, a fost organizat un miting pentru demiterea acestuia în Piața Universității în ziua de 3 noiembrie 2015. Mitingul de la București început la ora 18:00 și a adunat până în momentul încheierii la ora 1:30 a doua zi 25.000 de persoane. Aceștia au scandat lozinci și au cerut demisia lui Victor Ponta, Gabriel Oprea, dar și a lui Cristian Piedone.

### Reacții internaționale

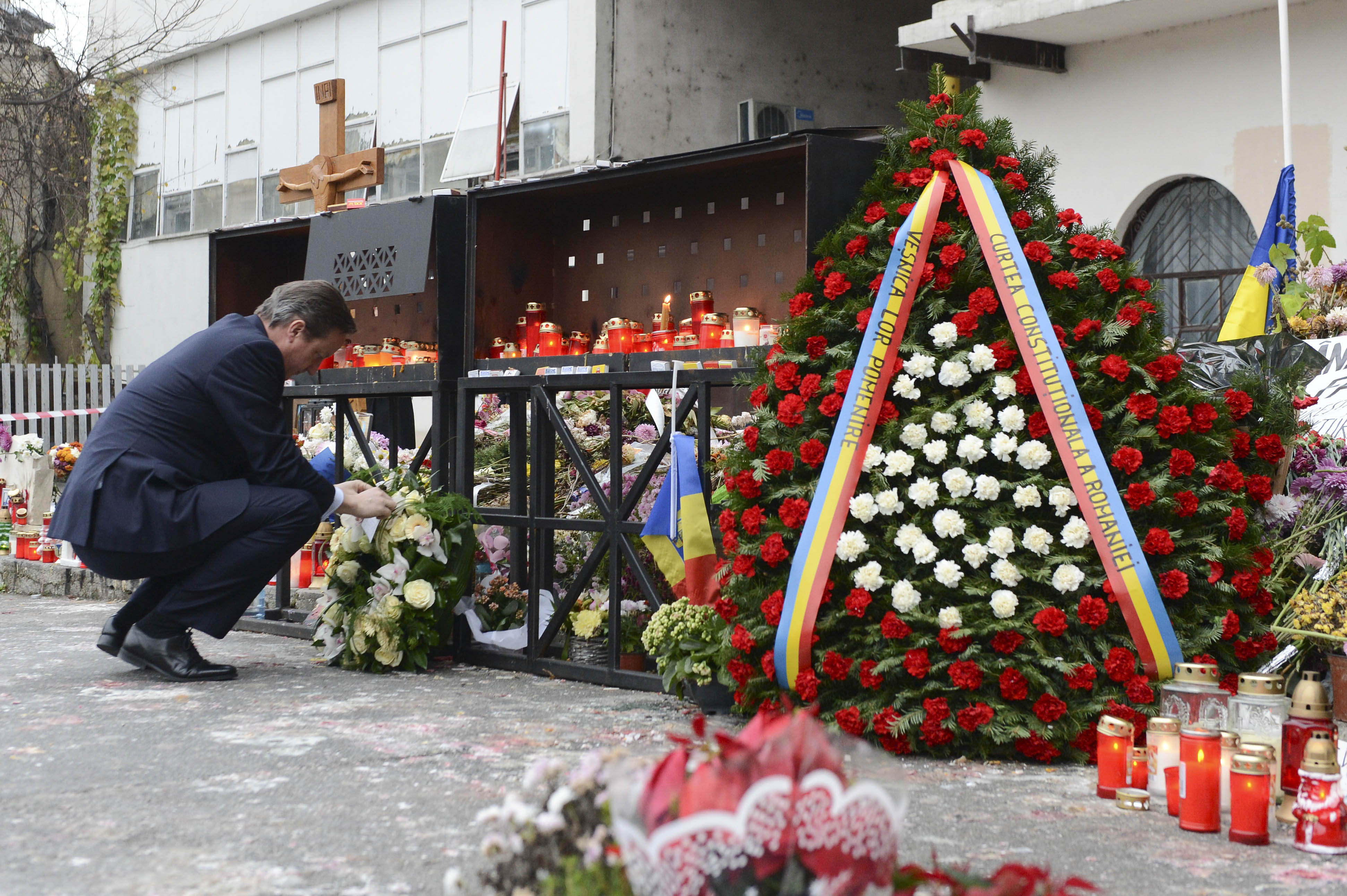
Prim-ministrul al Marii Britanii David Cameron depune flori la Clubul Colectiv

- Președintele Bulgariei, Rosen Plevneliev a transmis condoleanțe omologului român. În mesajul său Plevneliev a spus că este profund întristat de vestea accidentului și că nu poate găsi cuvinte pentru a exprima regretul și compasiunea pentru moartea tragică a tinerilor. și-a exprimat solidaritatea cu poporul român și speranța că vor fi stabilite cât mai repede cauzele tragediei. El a mai urat răniților recuperare ușoară și a spus că Bulgaria este alături de România în comemorarea victimelor. Premierul Boiko Borisov a transmis la rândul său condoleanțe prim-ministrului român Victor Ponta.[209]
- Ambasadorul Franței, François Saint-Paul, a anunțat că în seara zilei de 1 noiembrie 2015 va sosi la București o echipă de doi medici francezi, unii dintre cei mai buni specialiști în domeniul arsurilor, pentru a sprijini eforturile doctorilor români. Ambasadorul Franței la București a mers în aceeași zi la locul tragediei, unde a depus flori și a aprins o lumânare.[210]
- Ambasada Germaniei a transmis „cele mai sincere condoleanțe familiilor victimelor care și-au pierdut viața în incendiul teribil care a avut loc aseară în București. Gândurile noastre sunt, de asemenea, alături de persoanele rănite, de familiile și prietenii acestora”.[211] Medici din mai multe țări printre care și Germania vor să-și ajute colegii români în aceste zile de foc[212]
- O echipă de chirurgi israelieni a sosit la 31 octombrie 2015[213] în România și operează, alături de medici români, pacienți de la Spitalul Bagdasar Arseni. Ministrul român al Sănătății, Nicolae Bănicioiu, a declarat că „între cele două ministere, român și israelian, ale Sănătății, există o foarte bună colaborare, și orice ajutor este binevenit, deși medicii români se descurcă fără nicio problemă în momentul de față în privința tragediei de la clubul Colectiv”.[214]
- Ambasadorul Regatului Unit la București Paul Brummell a transmis într-un mesaj pe Twitter:„condoleanțe tuturor celor afectați de incendiul tragic de la Clubul Colectiv. Suntem alături de România în acest moment dificil”.[215] Un mesaj de condoleanțe a fost postat și de premierul britanic David Cameron pe Twitter, amintind, de asemenea, și de accidentul de avion din Sinai care implică cetățeni ruși.[216] Aflat într-o vizită în România, premierul britanic a depus o coroană de flori la locul tragediei.[217]
- Președintele Republicii Moldova, Nicolae Timofti, a transmis președintelui României, Klaus Iohannis, următorul mesaj de condoleanțe: „Am aflat cu profundă durere despre tragedia produsă la București, în urma unui incendiu. Deplângem pierderile de vieți omenești și ne rugăm pentru însănătoșirea persoanelor rănite în acest accident îngrozitor. În aceste momente de grea încercare pentru întreg poporul român, de care ne leagă temeinice punți de istorie și cultură, permiteți-mi să exprim, în numele poporului Republicii Moldova și al meu personal, sentimentele noastre de compasiune și solidaritate, iar familiilor îndoliate sincere condoleanțe”.[218]

Prim-ministrul interimar al Republicii Moldova, Gheorghe Brega, a trimis o scrisoare Guvernului României în care precizează: „Cu profundă tristețe am aflat despre incendiul din Clubul Colectiv din București, soldat cu numeroase victime și persoane rănite. În aceste clipe de grea încercare, în numele Guvernului Republicii Moldova și al meu personal, Vă exprim Dumneavoastră sentimentele noastre de compasiune și solidaritate”. Ministrul sănătății din Republica Moldova și-a oferit ajutorul printr-un apel telefonic către ministrul român al sănătății 
Președintele Parlamentului Republicii Moldova, Andrian Candu, a trimis din partea Parlamentului condoleanțe familiilor îndoliate: „Suntem profund îndurerați de pierderea tragică a familiilor, care și-au pierdut persoanele dragi în urma incendiului devastator. Transmitem gândurile noastre de solidaritate rudelor și apropiaților celor peste 150 de răniți care luptă pentru viață în spitale”, a menționat Președintele Parlamentului..
- Președintele Poloniei Andrzej Duda a depus un buchet de flori și a aprins o lumânare la locul incendiului.[221]
- Ambasada Rusiei a afirmat că „regretă profund această tragedie împreună cu toată România și exprimă sincere condoleanțe către familiile, rudele și prietenii victimelor”[222]
- Primul ministru al Serbiei, Alexander Vučić, a transmis într-un mesaj pe Twitter „condoleanțe familiilor victimelor incendiului de la Clubul Colectiv”.[223]
- Ambasadorul Statelor Unite, Hans Klemm, s-a dus la club Colectiv pentru a aduce un ultim omagiu celor care și-au pierdut viața în tragedie. Klemm a declarat că a fost profund impresionat de ceea ce s-a întâmplat, și a comparat tragedia cel petrecut în urmă cu 12 ani, în SUA, unde s-a întâmplat un incident asemănător, în urma căruia zeci de persoane au murit.[224]
- Președintele Ungariei, János Áder a într-o scrisoare transmisă șefului statului român, Klaus Iohannis, a transmis „... sincere condoleanțe din partea tuturor cetățenilor Ungariei și a poporului ungar. Sunt șocat de vestea privind dezastrul. Împărtășim cu toții durerea poporului român.”[209]
- Președintele Comisiei Europene, Jean-Claude Juncker a trimis un mesaj de condoleanțe, spunând că este „profund întristat să văd atât de multe vieți tinere găsindu-și moartea într-un mod atât de tragic".[225]
- Papa Francisc i-a transmis condoleanțe președintelui României, Klaus Iohannis, exprimând „apropierea spirituală” față de rudele victimelor și față de întreaga națiune română. „Îi încredințam milei lui Dumnezeu pe cei decedați în aceste evenimente dramatice”.[226]
- Ambasadorul Ucrainei în România Teofil Bauer au depus flori în memoria celor care și-au pierdut viețile.[227]

## Urmări
În ziua de 4 noiembrie, Victor Ponta, cu întreg Guvernul României, și Cristian Popescu Piedone și-au anunțat demisiile din funcțiile pe care le dețin.

### Alte teorii
După incendiu, pe mai multe pagini de Facebook au apărut diverse comentarii care insinuau că ar fi vorba de un act demonic sau de un gest premeditat.
S-a susținut o așa-zisă ascundere a autorităților a numărului real de victime.
După atentatele teroriste de la Paris din noiembrie 2015 în presă au apărut speculații conform cărora evenimentele de la sala de concerte Bataclan prezintă coincidențe cu  Incendiul din clubul Colectiv: totul s-ar fi declanșat în ambele locuri la aceeași oră: 22.30, în timpul unor concerte rock și în timpul unor melodii cu temă comună.
Colonelul STS Ștefan Enache, arestat pentru că luat șpagă, susține că incendiul a fost provocat și că cei de la Ministerul de Interne știau ce se va întâmpla.
Muzicianul Florin Chilian a afirmat că incendiul de la Colectiv a fost ordonat de însuși Președintele României, și că acesta trebuie anchetat pentru crimă. El a făcut referire și la declarația lui Klaus Iohannis din 1 noiembrie 2015, „A trebuit să moară oameni ca să schimbăm Guvernul ăsta”, susținând că incendiul era planificat de mai mult timp pentru a provoca demisia rapidă a lui Victor Ponta și a cabinetului său.

### Impact internațional
În săptămâna de după incendiu, prim-ministrul interimar al Republicii Moldova Gheorghe Brega, cât și primarul Chișinăului Dorin Chirtoacă, au dispus efectuarea controalelor în toate localurile din țară, respectiv din capitală, pentru a verifica pregătirea lor antiincendiară. Ministrul Afacerilor Interne Oleg Balan și-a asumat răspunderea ca aceste verificări să fie desfășurate timp de două săptămâni.

## Galerie

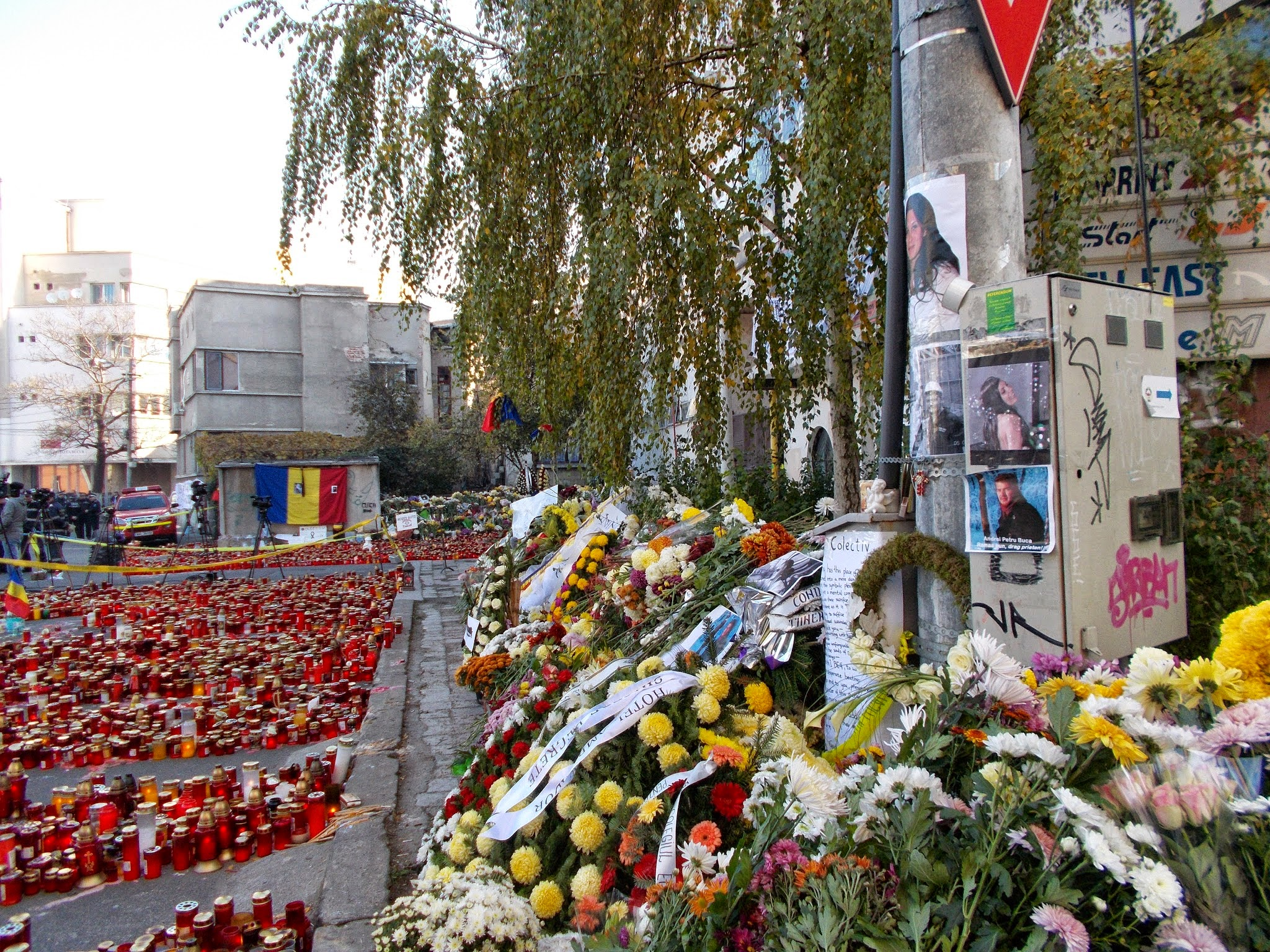
Lumânări și coroane de flori în apropiere de clubul Colectiv
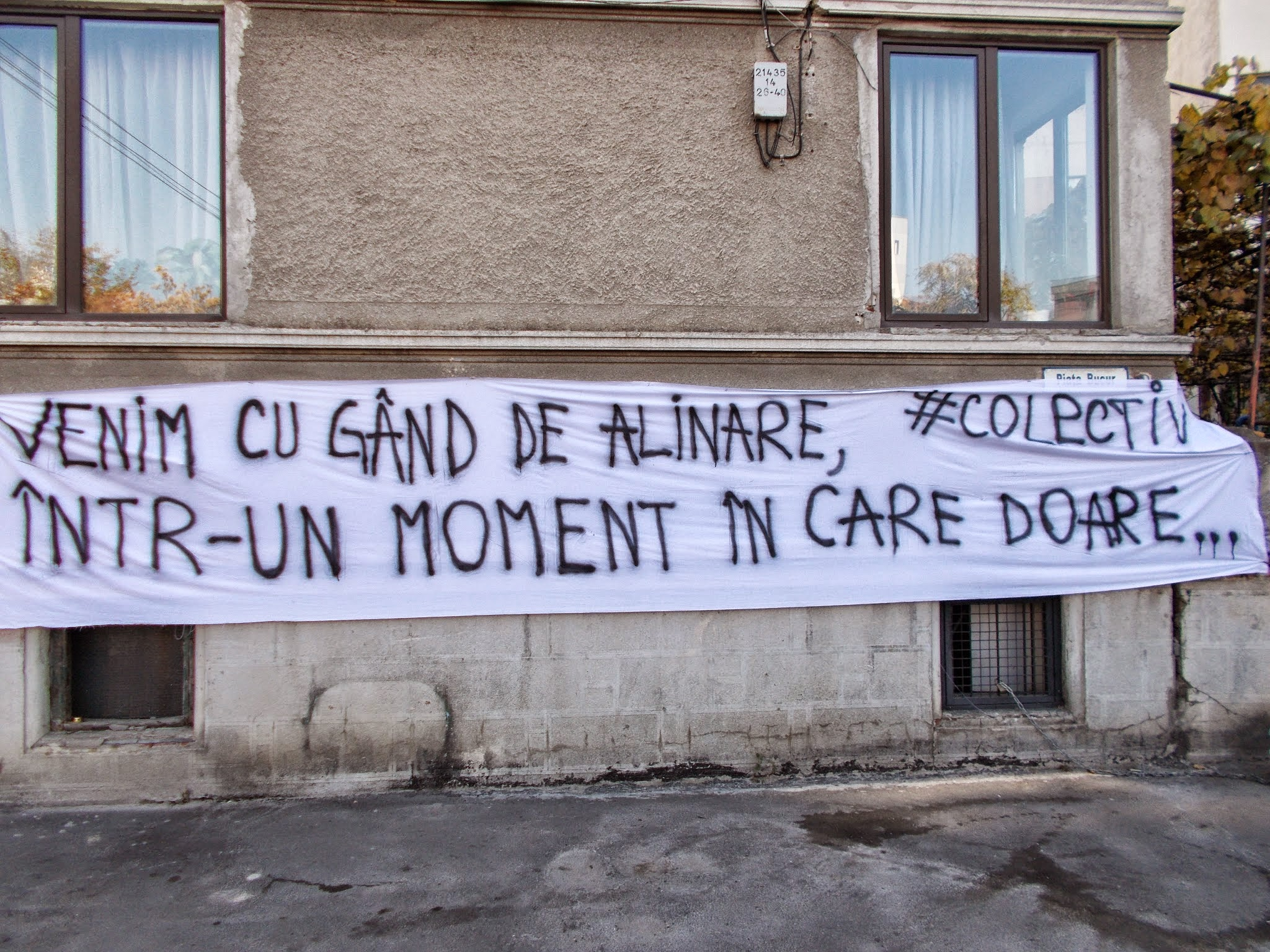
Banner pe care scrie: „Venim cu gând de alinare, într-un moment în care doare ...”
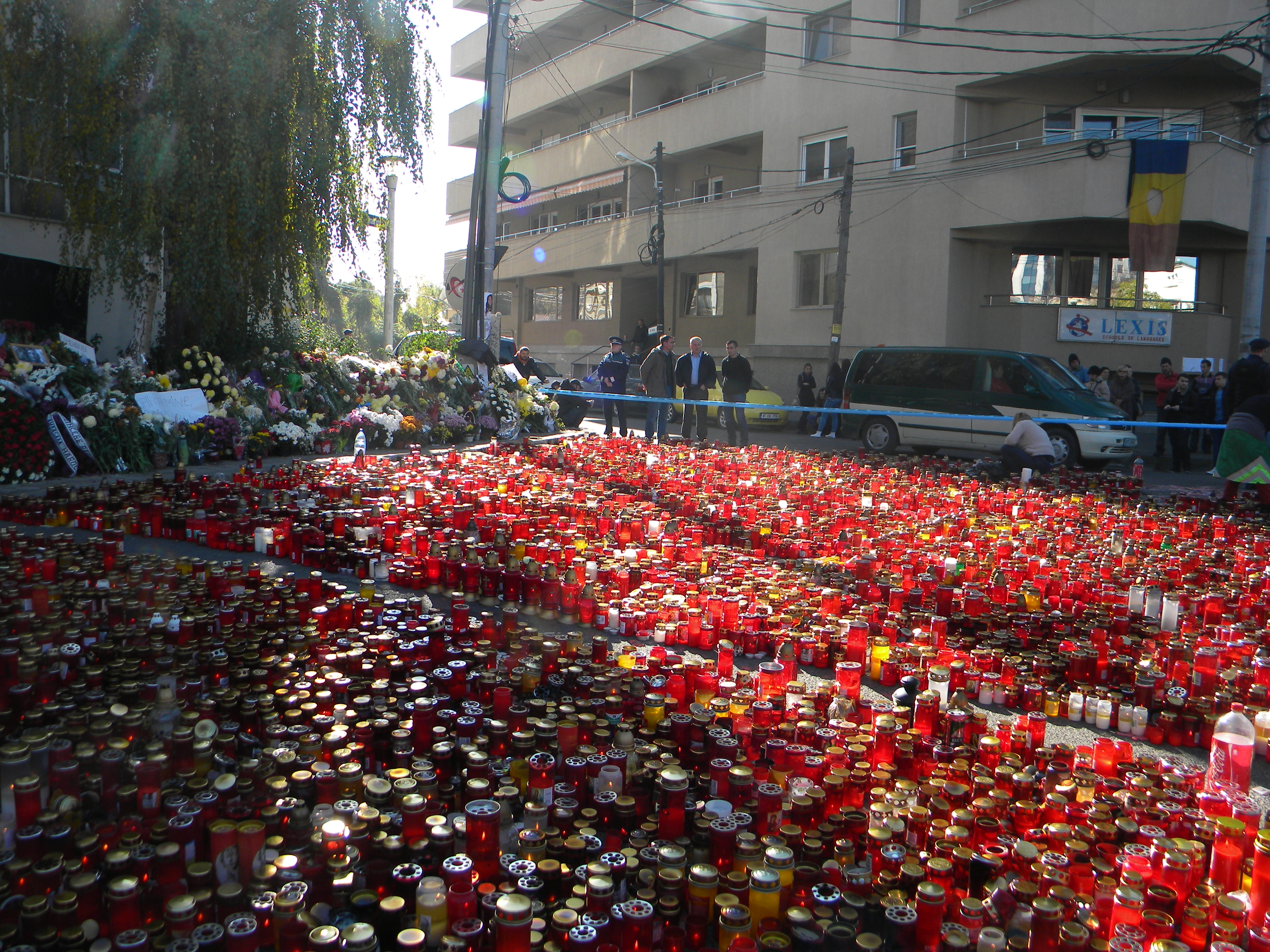
Oamenii plâng victimele în fața fostei fabrici Pionierul
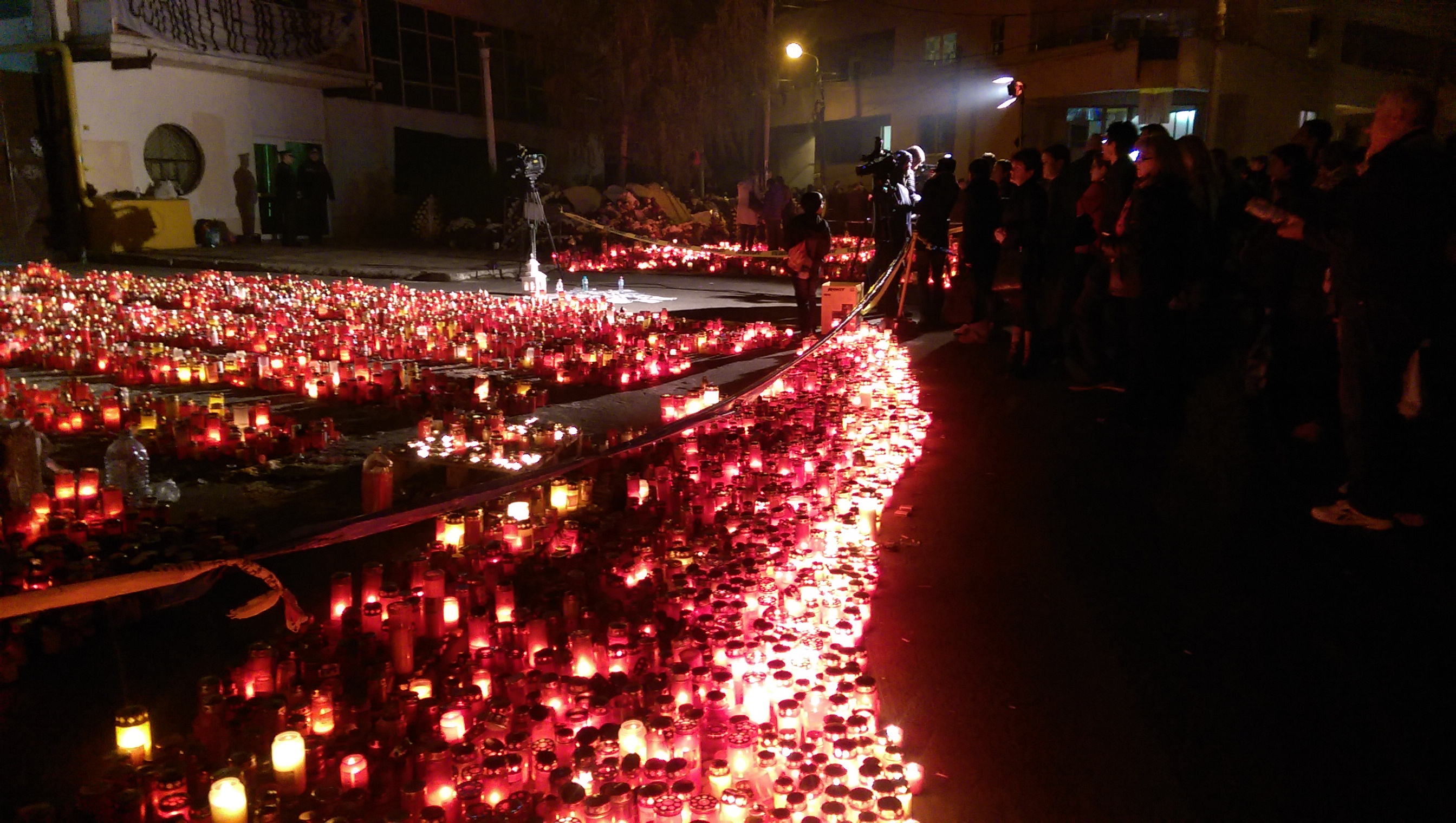
Candele aprinse în fața fostei fabrici în care se afla clubul, 5 noiembrie 2015
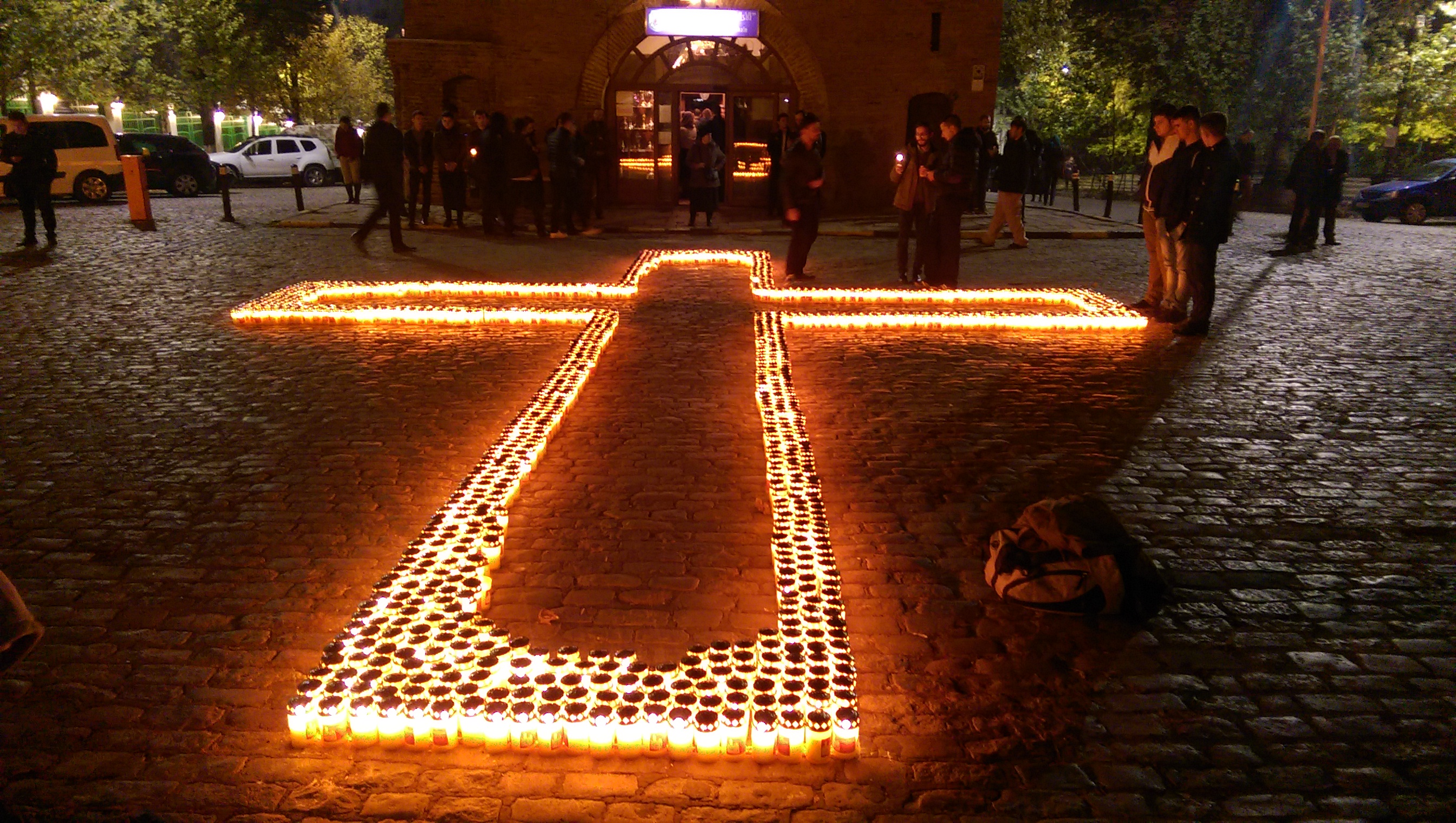
Slujbă specială pentru victimele de la Clubul Colectiv pe Dealul Patriarhiei, 5 noiembrie 2015
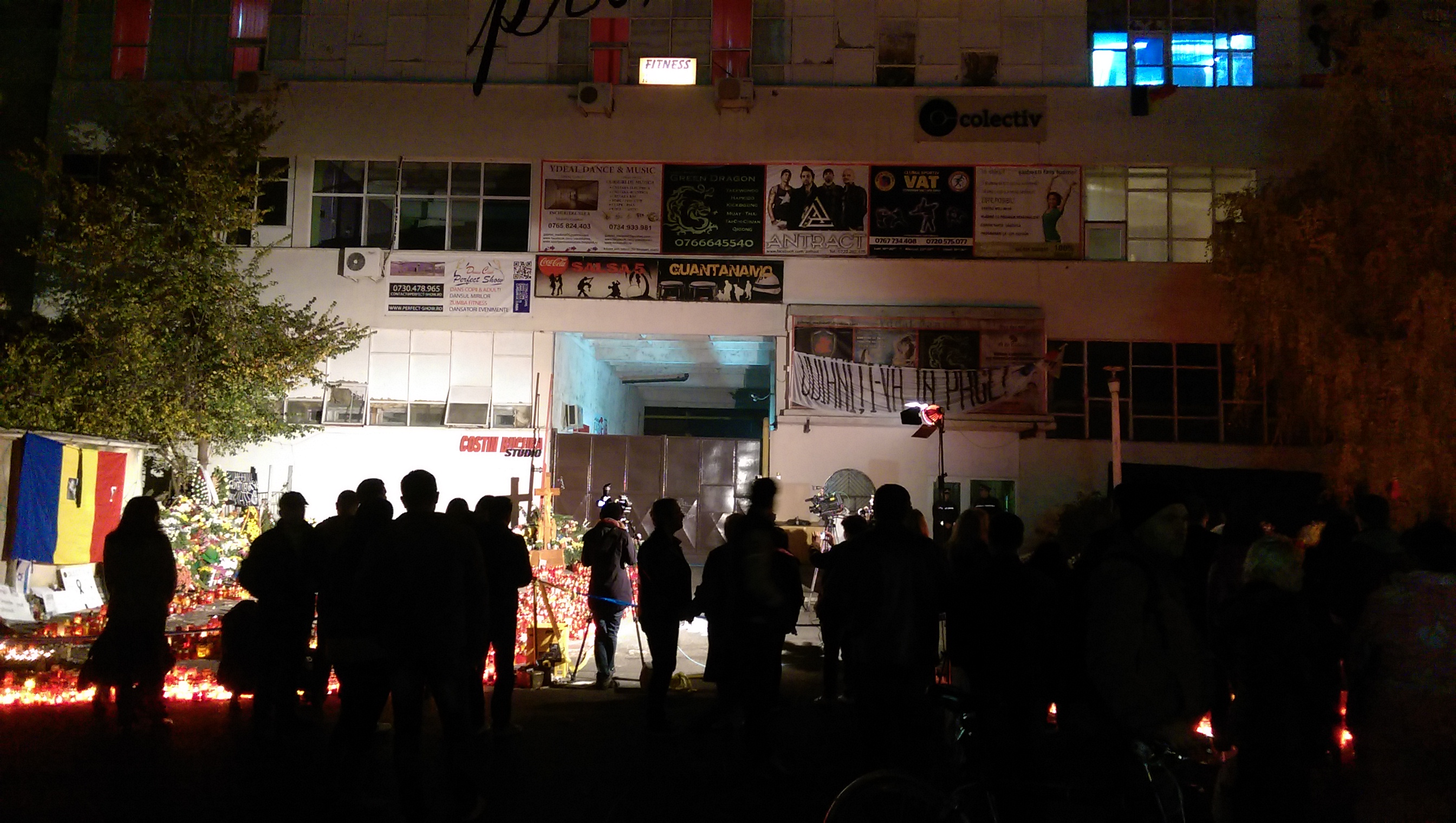
Oameni veniți în fața fostei fabrici Pionierul, 5 noiembrie 2015
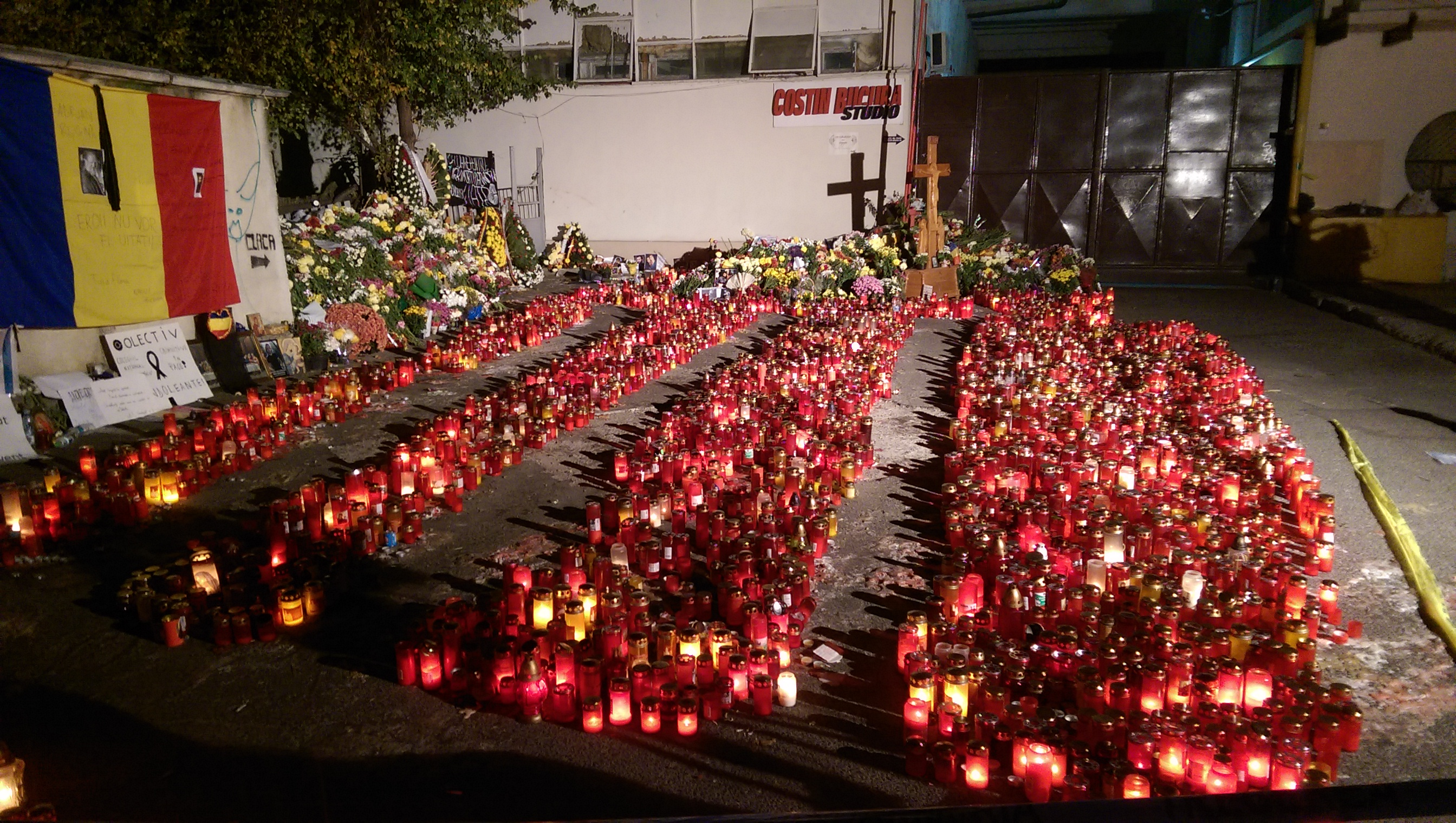
Candele aprinse în fața fostei fabrici Pionierul, 5 noiembrie 2015